# Chloropoea protracta
Chloropoea protracta är en fjärilsart som beskrevs av Butler 1874. Chloropoea protracta ingår i släktet Chloropoea och familjen praktfjärilar. Inga underarter finns listade i Catalogue of Life.